# منصور عبد الحكيم
منصور عبد الحكيم وبالكامل منصور عبد الحكيم محمد عبد الجليل (مواليد القاهرة عام 1955) كاتب وباحث ومؤلف مصري له عشرات الكتب في التاريخ العربي والعالمي بشكل عام. يعمل بالمحاماة والكتابة في الصحف والمجلات العربية والإسلامية وله العديد من الإصدارات والمقالات والأبحاث في الصحف والمجلات العربية والإسلامية واللقاءات على الفضائيات العربية وترجمت بعض كتبه لـ لغة إنجليزية والكردية والماليزية  والأندونيسية والأردية. عدد الكتب التي صدرت له حتى عام 2010 - 205 كتاب ورواية. كانت مؤلفاته ومازالت من أكثر الكتب مبيعًا في الوطن العربي بيْعَ منها آلاف النسخ ومنها كتاب السيناريو القادم لأحداث آخر الزمان وأول كاتب عربيُ يكتب عن الماسونية بتعمق منذ 2003 وكتب فيها 17 جزءاً سميت سلسلة حكومة العالم الخفية وتحدَّث عنها في عِدة برامجَ تليفزيونية.

## النشأة
ولد منصور عبد الحكيم في حى شبرا بالقاهرة يوم 2 أبريل من عام 1955 في أسرة مصرية من الطبقة الوسطى لأب يعمل  وقتها بالتجارة (قطع غيار ماكينات النسيج) وأم مصرية عاش لها ثمانية أبناء كان ترتيب منصور عبد الحكيم السادس، تلقى عبد الحيكم تعليمه بمراحله الأولى في مدارس حى شبرا بمصر، فالتحق بمدرسة خماروية الابتدائية ومدرسة رمسيس الأعدادية ثم شبرا الثانوية، ثم التحق بكلية الحقوق جامعة عين شمس وتخرج فيها عام 1978م.الكاتب منصور عبد الحكيم في سطور تزوج منصور عبد الحكيم عام 1983 وأنجب خمسة من الأولاد (ثلاثة بنات ووولدين).

## المؤهلات العلمية
- حاصل علي ليسانس الحقوق عام 1978 م جامعة عين شمس.

## الكتابة
بدأت مسيرة منصور عبد الحكيم في عالم الكتابة والتأليف  بحب القراءة وعشقها وهو صغير في المرحلة الابتدائية واستمرت وتطورت، فكان يقرأ في البداية مجلات الأطفال المصورة في المرحلة الأبتدائية، ثم القصص والروايات العالمية والمصرية ثم قراءة كل أنواع الكتب. في المرحلة الجامعية حيث التحق بكلية الحقوق جامعة عين شمس أسس نادى القصة وتولى رئاسة هذا النادى وشارك في عمل مسابقات للقصة القصيرة وإقامة ندوات دعى فيها كبار الأدباء والنقاد.
وفور تخرجه في الجامعة عام 1978 تقدم لمسابقة القصة القصيرة التي أقامها نادي القصة المصري الذي كان يترأسه حينها عام 1980 الأديب توفيق الحكيم وحصل على جائزة وشهادة تقدير عن قصته القصيرة وعنوانها أوراق وهوامش واسترجعات مهلهة والتي نشرت بجريدة الجمهورية الاسبوعية وقد شجعه هذا إلى التقدم لذات المسابقة العام التالي 1981 وحصل على جائزة أخرى عن قصته القصيرة وعنوانها تسع مراحل للقاع .
استطاع بعد ذلك من كتابة مجموعة قصصية قصيرة ولكن لم ينشرها بسبب عدم دعم المناخ الثقافي في مصر والوطن العربي ولا يشجع الناشرين نشر القصص والروايات فانشغل بالعمل في المحاماة والزواج وكان قبل ذلك قد سافر لعدة دول أشهرها النمسا وعاد منها عام 1980 . ثم كانت مرحلة اتاحة الفرصة لنشر أعماله فبدأت مسيرة نشر أعماله عام 1989 بكتابة أول كتبه طارد الجن الذي صدرت الطبعة الأولى منه في أول يناير 1990 وقد صدر منه عدة طبعات ثم تتابعت الاصدارات عاماً بعد عام حتى وصلت إلى 200 كتاب حتى عام 2019 هذا بخلاف أكثر من 20 كتاب تحت الطبع.
وتعتبر اصداراته متنوعه منها أعمال قصصية وروائية وكتب في موضوعات مختلفة أثرت بالمكتبة العربية هذا بالأضافة إلى الكتابة في الصحف والمجالات واللقاءات في البرامج التليفزيونية.

## كتب ومؤلفات صدرت له

### رواية تميم الداري
من أشهر أعمال منصور عبد الحكيم الأخيرة رواية تميم الدارى 666 التي حققت أعلى المبيعات في الوطن العربي، وهي أول أعماله الروائية. ولعلَّ من أهم مُصطلحات الخِطاب الروائي المُعاصر، ما سُميَّ برواية (استباق)، يتولَّى السَّردُ فيها عمليةَ الدخول إلى عوالِمَ مُستقبلية لأحداث، ربَّما تَحدُث، فيأتي حدوثها استباقًا بمثابةِ تمهيدٍ لأحداث مُتَخَيَّلَةً لها صِلةٌ بالماضي والحاضر، ولها امتدادً في المستقبل. من آلية هذا المُصطلح اقتحم منصور عبد الحكيم المُستقبل مستبِقًا أحداثًا زمنية تُذَكِّرنا بروايات دان براون عن عالَم المؤامرة والماسونية. ليشتغلَ بمقدرةٍ إبداعيةٍ وتناوليةٍ سرديةٍ متمكنةٍ على المؤامرة التي حيْكَّتً خيوطُها منذ القِدَم للسيطرة على العالَم من قِبًَل المسيح الدَّجال وأبيه الروحي (إبليس) فتأخذنا الأحداث لنتعرف على المَلك الوحشي 666 ومملكته في عالَم الأرضين الست على حوامل نبْضٍ روائي مُعانق للدهشةٍ والإدهاشِ يجعلَك وكأنك تعيش أحداثها وبعض وقائعها اليوم.* طارد الجن.

### أعماله كاملة
- مواجهة الجن.
- موائد الشيطان.
- الأعشاب والجن.
- دعوة للزواج.
- عرش إبليس ومثلث برمودا.
- معجزات الشفاء بالحجامة.
- هل الشعراوي متطرفا يا إبراهيم.
- نهاية العالم قريباً.
- نهاية دولة إسرائيل سنة 2022 .
- الحرب العالمية الثالثة قادمة.
- المهدي المنتظر.
- نهاية ودمار إسرائيل وأمريكا.
- شهداء الصحابة.
- نساء أهل البيت.
- زوجات الرسول للأطفال.
- 100 قصة لرجال ونساء عفا عنهم الرسول صلي الله عليه وسلم
- اختبر معلوماتك الإسلامية.
- زوجات الأنبياء والرسل.
- بيوت الرسول وبيوت الصحابة حول المسجد النبوي.
- النساء المبشرات بالجنة.
- بنات الصحابة.
- 100قصة من ذكاء الصحابيات
- المبشرات بالنار من النساء.
- علاج النساء بالأعشاب.
- الموسوعة الثقافية.
- كيف تعالج الصداع.
- الموسوعة الإسلامية للنساء.
- الشفاء بالدعاء والحجامة.
- السيناريو القادم لأحداث أخر الزمان.
- نهاية العالم وأشراط الساعة.
- عشرة ينتظرها العالم.
- تنبؤات نوستراداموس ومخططات اليهود.
- يأجوج ومأجوج من البدء حتى لفناء.
- البداية فتن والنهاية ملاحم.
- أقدم تنظيم سري في العالم.
- العالم رقعة شطرنج.
- من يحكم العالم سرا؟ .
- أسرار الماسونية الكبري.
- أوراق ماسونية سرية للغاية.
- العراق أرض النبؤات والفتن.
- الإمبراطورية الأمريكية – البداية والنهاية.
- نيويورك وسلطان الخوف.
- بلاد الحجاز معقل الإيمان أخر الزمان.
- بلاد الشام أرض الأنبياء والنبؤات.
- 150 قصة لرجال ونساء مبشرين بالجنة.
- 150 قصة لرجال ونساء مبشرين بالنار.
- 150 قصة لرجال ونساء استجاب الله دعائهم.
- 150 قصة لرجال ونساء رضوا بقضاء الله.
- 150 قصة عن الفرج بعد الشدة.
- 150 قصة عن الصالحين والزهاد، ثلاثة أجزاء.
- 150 قصة عن شهداء الصحابة.
- 150 قصة لرجال ونساء بكوا من خشية الله.
- 150 قصة عن كرامات الصحابة.
- 150 قصة عن الظالمين والظالمات.
- 150 قصة عن التائبين والتائبات.
- 150 قصة عن الرزق والعطاء.
- 150 قصة عن الشفاء والعافية.
- 150 قصة لرجال ونساء قضي الله حوائجهم.
- معجزات الشفاء بالأدوية الإلهية والنبوية.
- الفراسة في معرفة الآخرين.
- ازدراء وإيذاء الأنبياء.
- جبريل علية السلام امين الوحى الالهى
- 150 قصة عن الفراسة والذكاء.
- 150 قصة عن شمائل وصفات الرسول صلي الله عليه وسلم.
- المهدي في مواجهة الدجال.
- الحرب السابعة ونهاية اليهود.
- هر مجدون ونهاية أمريكا وزوال إسرائيل.
- السفيانى صدام أخر على وشك الظهور.
- 150 قصة عن تفريج الكروب والهموم.
- اسرافيل وأهوال القيامة.
- مؤامرات وحروب صنعتها الماسونية.
- عزرائيل ملك الموت.
- حكومة الدجال الماسونية الخفية.
- 150 قصة لرجال ونساء حول الرسول.
- مناسك الحج والعمرة.
- الشفاء بماء زمزم.
- التداوى بالصدقة.
- التداوى والشفاء بالتفاح.
- التداوى بالرمان.
- التداوى بزيت الزيتون.
- التداوى بالصلاة والوضوء.
- الشيطان ابليس وصراعه مع الإنسان.
- صلاح الدين المنقذ المنتظر.
- هلاك الأمم من قوم نوح إلى عاد الثانية.
- التداوى والشفاء بعسل النحل.
- التداوى والشفاء بالحبة السوداء.
- التداوى والشفاء بالذكر والدعاء.
- التداوى والشفاء بالخضراوات.
- التداوى والشفاء بالفواكه.
- التداوى والشفاء بالشاي الأخضر.
- التداوى والشفاء بالنعناع .
- جنكيز خان إمبراطور الشر
- هولاكو مارد من الشرق.
- مالك خازن النار - النار واهوالها
- رضوان خازن الجنة
- واقتربت الساعة
- الحرب العالمية للاخيرة قادمة .
- 131 قصة عن تاريخ الخلفاء
- أعمال يحبها الله
- دولة فرسان مالطا وغزو العراق .
- القرين العدو الحقيقى للانسان .
- الثالوث الغامض ..قارة اطلانتس ومثلث برمودا والاطباق الطائرة .
- عالم السحر والسحرة والمسحورين .
- الحياة الأخرى .
- اصحاب البروج في مواجهة اصحاب الكهوف .
- السلطان عبد الحميد الثاني اخر السلاطين المحترمين.
- تيمورلنك امبراطور على صهوة جواد.
- مصطفى كمال اتاتورك ذئب الطورانية الاغبر .
- الحجاج بن يوسف الثقفى طاغية بني امية.
- عمرو بن العاص داهية العرب.
- خالد بن الوليد قاهر الاكاسرة والقياصرة.
- جهنم في الديانات السماوية .
- حرب الفيروسات ونهاية العالم.
- سلالات وعائلات ومنظمات تحكم العالم.
- بروتوكلات حكماء صهيون والمخططالت الماسونية.
- التمهيد الاخير لخروج الدجال .
- الدجال في مواجهة الوحى الالهى .
- السيح في مواجهة الدجال .
- السلطان قطز بطل عين جالوت.
- هارون الرشيد الخليفة المفترى عليه.
- معاوية بن ابى سفيان.
- أبناء في الجنة واباء في النار .
- بر الوالدين وعقوقهما وصلة الارحام.
- 150 قصة عن بر الوادين وعقوفهما وصلة الارحام.
- السواك وفوائدة .
- التداوى بالتمر.
- الشفاء بالاحجار الكريمة.
- الحشر واهوال القيامة
- أشهر الاغتيالات الماسونية
- عالم الملائكة الابرار
- هاروت وماروت
- الماسونية والثورات الشعبية
- جنود الله
- الصحابة يسألون
- الشرق الاوسط في نبؤات الكتب المقدسة
- مثلث برمودا مقبرة الاطلنطى
- الماسونية حقائق واسرار
- المسيح الدجال واسرار الاهرامات الكبري
- قصة ابينا ادم من الطين إلى الجنة
- طوفان نوح
- الدولار الشفرة المقدسة للنظام العالمى الجديد
- الشام على اعتاب النهاية
- لعبة المتنورين والنظام العالمى الجديد
- الدولة العثمانية من الامارة إلى الخلافة
- ال روكفلر تجار الموت واعوان الدجال
- السلطان سليمان القانوني
- ابن سبأ مؤسس الماسونية في الإسلام
- المؤامرة الكبرى
- الكشكول صندوق المعرفة
- السلطان العاشق
- تركيا من الخلافة إلى الحداثة
- القبيلة 13 تحكم العالم
- الملك النبى سليمان عليه السلام
- مردوخ امبراطور الاعلام
- حديث الفتن والثورات
- الملك النمرود
- الملك البابلى نبو خذ نصر
- الملك ذو القرنين
- الإسراء وبنى إسرائيل
- ظهورات المسيح الدجال عبرالعصور
- هابيل وقابيل
- التلاعب بالعقول عبر العصور
- الحقيقة والباحثون عن الحقيقة
- الفراسة والنساء
- داعش مارد العصر الاخير
- ظهورات الشيطان عبر العصور
- الشيطان امير هذا العالم (وليم كاى غار) تقديم ومراجعة
- قبضة الشيطان .
- عصر الخداع اخر العصور على الأرض.
- القحطانى خليفة العصر الاخير
- جنرالات المال والاقتصاد يحكمون العالم .
- الانذارات الاخيرة على الأرض
- غلبت الروم .[1]
- رواية (تميم الدارى 666)
- الاسكندر المقدونى
- صقر قريش (عبد الرحمن الداخل)
- هرقل عظيم الروم .
- النبؤات الالهية .
- هنرى كيسنجر عراب النظام العالمى الجديد
- هيرودس مؤسس الماسونية في القرن الأول الميلادى
- أرطغرل جد العثمانيين
- شخصيات غامضة حيرت العلماء في القرآن
- قرن الشيطان - رواية
- نبي الله ادريس وسفر أخنوخ

188- فلاد الثالث دراكولا
189- القدس في نبوءات ألكتب المقدسة واحداث أخر الزمان
190- مجموعة قصص قصيرة (ليلة مقتل الدجال).
191 - أمير البحار بربروس
192- رواية أرض جوج
193 - رواية يعلمون السحر  
194- مشروع سيرن - استحضار روح الشيطان على الأرض
195- أليستر كراولى مؤسس عبادة الشيطان في القرن العشرين
196- النجمة السداسية - حقائق وأسرار  
197_شخصيات غامضة في الحضارة المصرية القديمة.
198_الغاز وغرائب في الحضارة المصرية القديمة.
199_ونفخ في الصور _رواية.
200_يوسف بن تاشفين أسد المرابطين.
201_الأنونوكي قارة نهاية العالم .
202_الأرض والرموز المقدسة.
203_حقائق متنوعة عن أحداث أخر الزمان والماسونية والتاريخ والمعلومات الدينية والعامة .
204_قارة أنتارتيكا قارة نهاية العالم.
205- أشهر القراصنة - مشترك

## الوصلات الخارجية
- كتب سلسلة الماسونية وحكومة العالم الخفية منصور عبد الحكيم
- لقاء تلفزيوني - منصور عبد الحكيم
- مدونة منصور عبد الحكيم